# Португалова, Марианна Григорьевна
Марианна Григорьевна Португалова (1906 — 1977) — советский театровед, специалист по истории русского театра.
В молодости артистка балета Ленинградского театра музыкальной комедии. С 1937 г. и до конца жизни (с перерывом в 1942—1946 гг.) преподавала на театроведческом факультете Ленинградского государственного института театра, музыки и кинематографии; заметный представитель ленинградской театроведческой школы, «крупный специалист по истории русского театра».
Автор учебника «Русский драматический театр XIX века: Вторая половина XIX века» (Л.: Искусство, 1974; в соавторстве с умершим в 1959 г. С. С. Даниловым, работу которого Португалова завершила). Среди других заметных работ — статья «Тема театра в драматургии Островского» (в сборнике «Заметки о театре», 1958).